# Démographie de Loir-et-Cher
La démographie de Loir-et-Cher est caractérisée par une faible densité, une population vieillissante mais en augmentation.
Avec ses 328 953 habitants en 2022, le département français de Loir-et-Cher se situe en 72e position sur le plan national.
En six ans, de 2015 à 2021, sa population a diminué de près de 4 550 unités, c'est-à-dire de plus ou moins 760 personnes par an. Mais cette variation est différenciée selon les 267 communes que comporte le département.

Carte des densités de population des départements métropolitains de France en 2007.

La densité de population de Loir-et-Cher, 51,9 habitants par kilomètre carré en 2022, est deux fois inférieure à celle de la France entière qui est de 107,1 hab./km2 pour la même année.

## Évolution démographique du département de Loir-et-Cher
Avec 235 750 habitants en 1831, le département représente 0,72 % de la population française, qui est alors de 32 569 000 habitants. De 1831 à 1866, il va gagner 40 007 habitants, soit une augmentation de 0,48 % moyen par an, égal au taux d'accroissement national sur cette même période, qui est de 0,48 %.
L'évolution démographique entre les guerres de 1870 et de 1914 est beaucoup plus faible qu'au niveau national. Sur cette période, la population ne s'accroît que de 2 430 habitants, soit un accroissement de 0,90 % alors qu'il est de 10 % au niveau national. La population baisse de 4,22 %  pour la période de l'entre-deux guerres courant de 1921 à 1936 alors qu'elle croit au niveau national de 6,9 %.
À l'instar des autres départements français, le Loir-et-Cher va ensuite connaître un essor démographique après la deuxième guerre. 
En 2022, le département comptait 328 953 habitants, en évolution de −1,15 % par rapport à 2016 (France hors Mayotte : +2,11 %).
| 1791 | 1801    | 1806    | 1821    | 1826    | 1831    | 1836    | 1841    | 1846    |
| ---- | ------- | ------- | ------- | ------- | ------- | ------- | ------- | ------- |
| -    | 209 957 | 218 740 | 227 527 | 230 666 | 235 750 | 244 043 | 249 462 | 256 833 |

| 1851    | 1856    | 1861    | 1866    | 1872    | 1876    | 1881    | 1886    | 1891    |
| ------- | ------- | ------- | ------- | ------- | ------- | ------- | ------- | ------- |
| 261 892 | 264 043 | 269 029 | 275 757 | 268 801 | 272 634 | 275 713 | 279 214 | 280 392 |

| 1896    | 1901    | 1906    | 1911    | 1921    | 1926    | 1931    | 1936    | 1946    |
| ------- | ------- | ------- | ------- | ------- | ------- | ------- | ------- | ------- |
| 278 153 | 275 538 | 276 019 | 271 231 | 251 528 | 248 099 | 241 592 | 240 908 | 242 419 |

| 1954    | 1962    | 1968    | 1975    | 1982    | 1990    | 1999    | 2006    | 2011    |
| ------- | ------- | ------- | ------- | ------- | ------- | ------- | ------- | ------- |
| 239 824 | 250 741 | 267 896 | 283 686 | 296 220 | 305 937 | 314 968 | 325 182 | 331 280 |

| 2016    | 2021    | 2022    | - | - | - | - | - | - |
| ------- | ------- | ------- | - | - | - | - | - | - |
| 332 769 | 328 504 | 328 953 | - | - | - | - | - | - |

## Population par divisions administratives

### Arrondissements
Le département de Loir-et-Cher comporte trois arrondissements. La population se concentre principalement sur l'arrondissement de Blois, qui recense 46 % de la population totale du département en 2022, avec une densité de 77,7 hab./km2, contre 33 % pour l'arrondissement de Romorantin-Lanthenay et 20 % pour celui de Vendôme.
| Arrondissement       | Population(2022) | Variation(2022/2016)                       | Superficie(km2) | Densité(hab./km2) |
| -------------------- | ---------------- | ------------------------------------------ | --------------- | ----------------- |
| Blois                | 151 597          | en évolution de +0,18 % par rapport à 2016 | 1 950,2         | 77,7              |
| Romorantin-Lanthenay | 110 180          | en évolution de −1,3 % par rapport à 2016  | 2 670,9         | 41,3              |
| Vendôme              | 67 176           | en évolution de −3,79 % par rapport à 2016 | 1 722,3         | 39                |
| Source : Insee.      |                  |                                            |                 |                   |

### Communes de plus de5 000 habitants
Sur les 267 communes que comprend le département de Loir-et-Cher, 33 ont en 2021 une population municipale supérieure à 2 000 habitants, six ont plus de 5 000 habitants et trois ont plus de 10 000 habitants : Blois, Romorantin-Lanthenay et Vendôme.
Les évolutions respectives des communes de plus de 5 000 habitants sont présentées dans le tableau ci-après.
| Commune                | Population(2022) | Variation(2022/2016)                       | Superficie(km2) | Densité(hab./km2) |
| ---------------------- | ---------------- | ------------------------------------------ | --------------- | ----------------- |
| Blois                  | 47 092           | en évolution de +3,08 % par rapport à 2016 | 37,46           | 1 257,1           |
| Romorantin-Lanthenay   | 18 377           | en évolution de +2,4 % par rapport à 2016  | 45,31           | 405,6             |
| Vendôme                | 15 566           | en évolution de −6,72 % par rapport à 2016 | 23,89           | 651,6             |
| Vineuil                | 8 050            | en évolution de +3,09 % par rapport à 2016 | 22,34           | 360,3             |
| Le Controis-en-Sologne | 6 787            | en évolution de −0,6 % par rapport à 2016  | 100,41          | 67,6              |
| Mer                    | 6 294            | en évolution de +0,29 % par rapport à 2016 | 26,47           | 237,8             |
| Source : Insee.        |                  |                                            |                 |                   |

## Structures des variations de population

### Soldes naturels et migratoires depuis 1968
L'augmentation moyenne annuelle déjà très faible depuis les années 1970 s'est ralentie sur la période 1968-2021, passant de 0,8 à −0,2 %.
Le solde naturel annuel qui est la différence entre le nombre de naissances et le nombre de décès enregistrés au cours d'une même année, a baissé, passant de 0,4 à −0,2 %. La forte baisse du taux de natalité, qui passe de 15,9 à 9,3 ‰, est en fait compensée par une baisse plus faible du taux de mortalité, qui parallèlement passe de 12 à 11,7 ‰.
Le flux migratoire décroit sur la période 1968-2021, passant de 0,4 à 0 %.
| Indicateurs démographiques                       | 1968 à1975 | 1975 à1982 | 1982 à1990 | 1990 à1999 | 1999 à2010 | 2010 à2015 | 2015 à2021 |
| ------------------------------------------------ | ---------- | ---------- | ---------- | ---------- | ---------- | ---------- | ---------- |
| Variation annuelle moyenne de la population en % | 0,8        | 0,6        | 0,4        | 0,3        | 0,4        | 0,2        | -0,2       |
| - due au solde naturel en %                      | 0,4        | 0,2        | 0,1        | 0,0        | 0,1        | 0,0        | -0,2       |
| - due au solde apparent des entrées sorties en % | 0,4        | 0,5        | 0,3        | 0,3        | 0,4        | 0,1        | 0,0        |
| Taux de natalité en ‰                            | 15,9       | 13,0       | 12,0       | 11,3       | 11,5       | 11,0       | 9,3        |
| Taux de mortalité en ‰                           | 12,0       | 11,4       | 11,2       | 10,8       | 10,9       | 10,7       | 11,7       |
| Source : Insee.                                  |            |            |            |            |            |            |            |

### Mouvements naturels sur la période 2014-2022
En 2014, 3 517 naissances ont été dénombrées contre 3 532 décès. Le nombre annuel des naissances a diminué depuis cette date, passant à 3 006 en 2022, indépendamment à une augmentation, mais relativement faible, du nombre de décès, avec 4 317 en 2022. Le solde naturel est ainsi négatif et diminue, passant de -15 à −1 311.
Pour des raisons techniques, il est temporairement impossible d'afficher le graphique qui aurait dû être présenté ici.

## Densité de population
La densité de population a peu augmenté depuis 1968, en cohérence avec la relative stabilité de la population.
En 2021, la densité était de 51,8 hab./km2.
| 1968 |  | 42.2 |  |

| 1975 |  | 44.7 |  |

| 1982 |  | 46.7 |  |

| 1990 |  | 48.2 |  |

| 1999 |  | 49.7 |  |

| 2010 |  | 52.0 |  |

| 2015 |  | 52.5 |  |

| 2021 |  | 51.8 |  |

## Répartition par sexes et tranches d'âges
La population du département est plus âgée qu'au niveau national.
En 2021, le taux de personnes d'un âge inférieur à 30 ans s'élève à 30,8 %, soit en dessous de la moyenne nationale (35,1 %). À l'inverse, le taux de personnes d'âge supérieur à 60 ans est de 32,6 % la même année, alors qu'il est de 26,6 % au niveau national.
En 2021, le département comptait 159 650 hommes pour 168 854 femmes, soit un taux de 51,40 % de femmes, légèrement inférieur au taux national (51,61 %).
Les pyramides des âges du département et de la France s'établissent comme suit.
| Hommes | Classe d’âge | Femmes |
| ------ | ------------ | ------ |
| 1,1    | 90 ou +      | 2,6    |
| 9,2    | 75-89 ans    | 11,9   |
| 19,7   | 60-74 ans    | 20,4   |
| 20,7   | 45-59 ans    | 20     |
| 16,5   | 30-44 ans    | 16,2   |
| 15,2   | 15-29 ans    | 13,2   |
| 17,6   | 0-14 ans     | 15,7   |

| Hommes | Classe d’âge | Femmes |
| ------ | ------------ | ------ |
| 0,7    | 90 ou +      | 1,9    |
| 7,0    | 75-89 ans    | 9,5    |
| 16,6   | 60-74 ans    | 17,5   |
| 20,0   | 45-59 ans    | 19,5   |
| 18,8   | 30-44 ans    | 18,3   |
| 18,3   | 15-29 ans    | 16,7   |
| 18,6   | 0-14 ans     | 16,7   |

## Répartition par catégories socioprofessionnelles
La catégorie socioprofessionnelle des retraités est surreprésentée par rapport au niveau national. Avec 34,4 % en 2021, elle est 7,6 points au-dessus du taux national (26,8 %). La catégorie socioprofessionnelle des autres personnes sans activité professionnelle est quant à elle sous-représentée par rapport au niveau national. Avec 12,8 % en 2021, elle est 4,2 points en dessous du taux national (17 %).
| Catégorie socioprofessionnelle                    | 2015    | 2015 | 2021    | 2021 | Détails de l'année 2021 | Détails de l'année 2021 | Détails de l'année 2021            | Détails de l'année 2021            | Détails de l'année 2021            |
| Catégorie socioprofessionnelle                    | Nb      | %    | Nb      | %    | Hommes                  | Femmes                  | Part en % de la population âgée de | Part en % de la population âgée de | Part en % de la population âgée de |
| Catégorie socioprofessionnelle                    | Nb      | %    | Nb      | %    | Hommes                  | Femmes                  | 15 à 24 ans                        | 25 à 54 ans                        | 55 ans ou +                        |
| ------------------------------------------------- | ------- | ---- | ------- | ---- | ----------------------- | ----------------------- | ---------------------------------- | ---------------------------------- | ---------------------------------- |
| Agriculteurs exploitants                          | 3 060   | 1,1  | 2 533   | 0,9  | 2 053                   | 479                     | 0,1                                | 1,4                                | 0,7                                |
| Artisans, commerçants, chefs d'entreprise         | 9 910   | 3,6  | 10 146  | 3,7  | 6 916                   | 3 230                   | 0,7                                | 6,3                                | 2,1                                |
| Cadres et professions intellectuelles supérieures | 15 319  | 5,6  | 17 048  | 6,2  | 9 701                   | 7 347                   | 1,2                                | 11,3                               | 3,0                                |
| Professions intermédiaires                        | 34 104  | 12,4 | 34 521  | 12,6 | 16 459                  | 18 062                  | 7,4                                | 23,3                               | 4,5                                |
| Employés                                          | 44 288  | 16,1 | 40 891  | 14,9 | 9 494                   | 31 397                  | 14,9                               | 25,3                               | 5,9                                |
| Ouvriers                                          | 42 491  | 15,5 | 39 476  | 14,4 | 29 989                  | 9 487                   | 19,0                               | 23,8                               | 5,1                                |
| Retraités                                         | 92 691  | 33,8 | 94 019  | 34,4 | 42 863                  | 51 156                  | 0,0                                | 0,2                                | 72,6                               |
| Autres personnes sans activité professionnelle    | 32 755  | 11,9 | 34 890  | 12,8 | 14 188                  | 20 702                  | 56,7                               | 8,4                                | 6,0                                |
| Ensemble                                          | 274 617 | 100  | 273 525 | 100  | 131 663                 | 141 861                 | 100                                | 100                                | 100                                |
| Sources : Insee,.                                 |         |      |         |      |                         |                         |                                    |                                    |                                    |